# ドゥンワロ・モルムティウス
ドゥンワロ・モルムティウス（Dyfnwal Moelmud 、ウェールズ語で「はげ頭で沈黙のドゥンワロ」、ラテン語：Dunvallo Molmutius）はウェールズ初期の王と立法者であり、ウェールズの計量単位を成文化した人物とされている。
彼はブリトン人の伝説的王としてジェフリー・オブ・モンマスの偽史『ブリタニア列王史』に登場する。

## 歴史
2つの有名な歴史的書物がドゥンワロについて言及している。
大英図書館が所蔵する10世紀の系図 (Harley MS 3859)によれば、彼はコオル老王の孫であり、モーカント・ブルクの先祖である。
ジーザス・カレッジ (オックスフォード大学)が所蔵する15世紀の系図 (MS 20)もまた彼を同様に特定している。

## 伝説
ジェフリーの説明によると、彼はコーンウォール王クロテニウスの息子であり、「五王の内戦」の後に秩序を取り戻した。彼の一族はブルータス王朝の分家であり、支配的な系統は内戦前にポレックス1世により途絶えていた。
ベイジンワークの黒本では、ドゥンワロはカンバー王男子直系の子孫であり、その長男であるゴルボニアンを通じて系譜を継ぐと説明している。
ドゥンワロは、ポレックス1世が残したブリテン王空位期間、コーンウォール王であった。彼はその戦いの誰よりも勇猛果敢であった。彼はレグリア王ピンネルを倒した。それに応えて、カンブリア王ダウクスとアルバニア王スタテリウスは同盟を結び、ドゥンワロの領土を大きく破壊した。両者の戦いは膠着した。そこでドゥンワロは勇敢な若者600人を召集し、敵軍の死者たちから装備を奪って身につけるよう命じた。彼らは敵陣深くまでで突撃し、2人の王を殺した。この戦い後、ドゥンワロは敵の王たちの残った防御を破壊し、土地を略奪した。
敵の王たちを倒した後、ドゥンワロは先人たちのような王冠をつくり、ブリテンの王位を主張した。彼は「モルムティウス法令」と呼ばれる王国の法令をつくった。この法令は何世紀もの間伝わり続けた。
ベイジンワークの黒本では、彼をブリストルの創設者としている。彼は平和で繁栄ある治世を40年間続けた。そして彼は死後、コンコルディア神殿近くのトリノヴァントゥム（現在のロンドン）に葬られた。彼の死は彼の2人の息子ベリヌスとブレンニウスの間に内戦を引き起こした。

## 日本語文献
- ブリタニア列王史（訳：瀬谷幸男、南雲堂フェニックス）